# Neuvième circonscription du Bas-Rhin
La neuvième circonscription du Bas-Rhin est l'une des 9 circonscriptions législatives françaises que compte le département du Bas-Rhin situé en région Grand-Est.
Elle est centrée autour des villes de Haguenau, Brumath et Bischwiller. Une partie de la circonscription, notamment dans le canton de Brumath, est composée de communes périurbaines de Strasbourg. Les communes rurales se retrouvent plus largement dans les cantons de Haguenau et Bischwiller.

## Description géographique et démographique

### Depuis 1988
La circonscription a été créée par le découpage électoral de la loi no 86-1197 du 24 novembre 1986
, elle regroupait les divisions administratives suivantes :
- canton de Bischwiller
- canton de Brumath
- canton de Haguenau

### Depuis 2012
Depuis le redécoupage des circonscriptions législatives françaises de 2010, la circonscription comprend les divisions administratives suivantes
 :
- canton de Brumath
- canton de Haguenau
- ainsi que les communes de Bischwiller, Oberhoffen-sur-Moder, Rohrwiller, Schirrhein et Schirrhoffen.

La circonscription est assez largement catholique. Historiquement les cantons de Haguenau et Bischwiller (à l'exception de quelques communes dont Bischwiller) sont très largement catholiques. Le canton de Brumath est confessionnellement « mixte » entre catholiques et protestants, les effets de la périurbanisation ont cependant pu affaiblir cet équilibre.
Enfin la circonscription reste assez fortement dialectophone, dans l'ensemble des cantons une forte proportion de la population déclare utiliser le dialecte. Historiquement la région restait assez imperméable au français jusque dans les années 1950 (une minorité de la population l'utilisait couramment).

## Description politique
À l'instar de la plupart des circonscriptions alsaciennes, les affrontements politiques s'y limitèrent jusqu'au début des années 1980, à un duel entre les candidats gaullistes et démocrates-chrétiens. Les élections de 1958 constituèrent cependant une exception notable, les gaullistes soutenant la candidature du démocrate-chrétien strasbourgeois Pierre Pflimlin. Ce dernier, membre du gouvernement de Gaulle et chef du MRP bas-rhinois, avait préféré se présenter à Haguenau plutôt qu'à Strasbourg, craignant une poussée gaulliste qui se fit en effet sentir dans la capitale alsacienne dès 1958. Il fut élu très largement au premier tour en 1958 contre un candidat SFIO et un candidat communiste assez nettement marginalisés. Sa forte personnalité et sa dimension nationale lui permirent de résister, seul en Alsace avec Henri Meck, à la vague gaulliste de 1962, consécutive au départ du MRP du gouvernement. Malgré son élection à la mairie de Strasbourg en 1959 et son opposition au référendum de 1962, qu'avaient largement approuvé les alsaciens, Pierre Pflimlin fut réélu dès le premier tour cette même année. Il s'appuyait principalement sur le canton de Haguenau, le candidat gaulliste ne l'emportant qu'à Brumath. À la surprise de beaucoup, Pflimlin renonça à solliciter un nouveau mandat en 1967, désirant se consacrer à ses fonctions de maire. 
Son retrait, ainsi que le décès d'Henri Meck en 1966, affaiblirent considérablement la démocratie-chrétienne lors des élections législatives de 1967 et 1968. Il est vrai que la circonscription avait par ailleurs réaffirmé son légitimisme gaulliste. En 1965, elle avait accordé son plus fort score national au général de Gaulle (86,3 %). En conséquence, à Haguenau, c'est le candidat gaulliste et maire de Klistett, Germain Sprauer, qui fut élu dès le premier tour, le candidat héritier de Pflimlin ne l'emportant qu'à Haguenau. Sprauer fut facilement réélu en 1968, 1973, 1978 et 1981, à chaque fois au premier tour contre un candidat chrétien-social dont l'implantation avait du mal à dépasser la ville de Haguenau. 
En 1986, en raison du scrutin de liste, Sprauer choisit de ne pas se représenter, ce qui laissa la circonscription sans véritable représentant de 1986 à 1988, un surnombre de députés strasbourgeois ayant été élu. Le combat pour la succession de Sprauer fut donc différé aux élections de 1988, son dauphin et maire de Brumath, Bernard Schreiner, l'emporta très nettement dans la primaire qui l'opposait au conseiller municipal de Bischwiller, proche d'Adrien Zeller, Alphonse Muller. Au premier Schreiner devançait l'ensemble des candidats, réalisant une forte performance à Brumath et Haguenau, Alphonse Muller ne réalisant un score important qu'à Bischwiller. Au second tour Schreiner l'emporta facilement contre le candidat de gauche (64 % des voix). Il fut réélu au premier tour en 1993, mais dut affronter le second tour en 1997 et 2002, à chaque fois contre un candidat FN. En 1997, il avait perdu près de 20 points au premier tour, mais réalisa 68 % des voix au second tour. En 2002 il triompha à nouveau du candidat UDF,qui n'arrivait que troisième, en réalisant 43 % des voix au premier tour et 77 % au second. Schreiner a cependant annoncé son intention de ne pas se représenter en 2007, soutenant la candidature du ministre UMP François Loos, ancien député de la circonscription voisine de Wissembourg.
Circonscription peu étendue, groupée autour de trois cantons assez différents, le canton de Brumath étant partiellement centrée sur les villes de Strasbourg et de Haguenau, le canton de Bischwiller, plus rural, et le canton de Haguenau, assez autonome de Strasbourg, les attitudes électorales des trois cantons en sont assez distinctes les unes des autres. Si l'ensemble reste très largement orienté à droite, on note des tendances différentes. Le canton de Haguenau reste un fief de la démocratie-chrétienne, qui était assez antigaulliste jusque dans les années 1980. Il a voté pour les candidats MRP jusqu'en 1968 et n'a élu aucun conseiller général gaulliste. 
Le canton de Brumath est plus nettement gaulliste, il reste le fief des deux députés Sprauer et Schreiner, et son orientation UDR puis RPR s'est ressentie lors des élections décisives de 1967 et 1988. Enfin le canton de Bischwiller est plus changeant, longtemps dominé par la figure du sénateur-maire RPR du chef-lieu Paul Kauss, il a depuis les années 1990 connut un double changement, d'une part, en élisant un conseiller général CDS en 1992, il a marqué une certaine rupture avec la domination du RPR, d'autre part il connaît depuis 1986 la plus forte poussée de vote FN, qui est aussi manifeste dans les cantons de Haguenau et Brumath, notamment lors des élections présidentielles. Dans ce contexte, la gauche reste très faible, et ceci d'autant plus qu'il s'agit d'une circonscription partiellement périurbaine. Elle n'est plus présente au second tour depuis 1988 où elle n'avait rassemblée que 35 % des voix au second tour. La ville de Haguenau lui est peu favorable, tout comme le canton de Bischwiller. Elle réalise ses meilleures performances - qui restent cependant limitées - dans certaines communes du canton de Brumath. Enfin l'extrême-droite réalise de très forts scores à Bischwiller, où elle dépasse parfois 30 % des voix, mais aussi à Haguenau et Brumath. Le FN a été présent au second tour en 1997 et 2002, dépassant 30 % en 1997. Le mouvement régionaliste Alsace d'Abord a dépassé 10 % dans la circonscription aux régionales de 2004, et 13 % à Bischwiller.
Lors de l’élection présidentielle de 1988 la circonscription votait pour Jacques Chirac au second tour (51,8 %). En 1995 Jean-Marie Le Pen arrivait en tête (28,7 %) devant Édouard Balladur (25,5 %), Chirac (17 %) et Lionel Jospin (13,6 %). Au second tour la circonscription se prononçait largement pour Chirac (61,5 %). En 2002 elle plaçait à nouveau Le Pen en tête (26,4 %), devant Chirac (19,6 %), François Bayrou (11,4 %) et Jospin (9,2 %).
Les élections présidentielle et législatives de 2007 ont été l'occasion de montrer l'ancrage à droite de la circonscription, désormais représenté par l'ancien ministre Loos. Le premier tour de scrutin voyait en effet Nicolas Sarkozy arriver très largement en tête avec 39 % des voix, dépassant 40 % dans l'ancien fief RPR de Brumath, et doublant le résultat obtenu par Chirac en 2002. 
Bayrou arrivait en seconde position, réalisant 21,7 % des voix - un score supérieur à sa moyenne alsacienne - et progressant de plus de 10 points, il dépassait 22 % à Brumath et Haguenau. Le Pen, dont les résultats ici étaient souvent supérieurs à 25 %, obtenait un score modeste, 15,7 %. Il reculait de plus de 10 points par rapport à 2002, cette chute étant plus particulièrement marquée à Bischwiller, où il n'obtenait plus que 18,2 % contre plus de 30 % en 2002. Ségolène Royal réalisait une faible performance, en retrait du score de Jospin en 1995, avec 12,9 %. Elle ne dépassait 15 % dans aucun des trois cantons composant la circonscription. Le second tour confirma la très forte domination de la droite dans l'arrondissement, Sarkozy dépassait 70 %, obtenant l'un de ses meilleurs résultats nationaux (71,6 %). Il bénéficiait, comme dans l'ensemble de l'Alsace, d'un excellent report des voix portées sur l'UDF et le FN, dont les consignes n'ont pas été suivies, et dépassait 71 % dans les trois cantons. À l'inverse le résultat de S. Royal était en net retrait sur celui de Jospin, et elle faisait un très mauvais score à Haguenau même (30 %). Sarkozy réalisait ici le meilleur résultat d'un candidat de droite depuis Valery Giscard d'Estaing en 1974.
Conséquence logique de ce très fort résultat de Sarkozy, les élections législatives de juin ne présentaient pas de réelles interrogations, en dehors de l'acceptation du parachutage de Loos de Wissembourg à Haguenau. Celui-ci confirma largement les tendances de la présidentielle en étant élu avec 56,6 % des suffrages dès le premier tour, réalisant des scores assez homogènes dans l'ensemble de la circonscription. Son adversaire principal, le maire de Gries C. Kern (Modem) qui avait critiqué son parachutage et avait déjà défié Schreiner en 2002, obtenait le meilleur score du Modem en Alsace (19,1 %), dépassant 22 % à Brumath. Il parvenait sans doute par un positionnement de centre-droit à limiter le départ des électeurs de Bayrou vers le candidat UMP. La candidate PS, L. Wintzmann, régressait par rapport à 2002, ne rassemblant que 9 % des suffrages; surtout le candidat FN J-C Altherr, présent au second tour en 2002, ne réalisait plus qu'un faible score (6,5 %).
La carte électorale locale n'est donc pas sortie bouleversée de ces consultations, la circonscription a renforcé un ancrage à droite pourtant déjà bien établi. Les différences relatives entre les cantons semblent s'être assez nettement atténuées, même si l'on note la persistance d'une plus forte implantation gaulliste à Brumath, et la persistance d'un vote de centre-droit démocrate-chrétien à Haguenau. Les résultats très homogènes, obtenus tant par Sarkozy que par Loos, montrent bien l'ancrage à droite de l'ensemble de la circonscription. Le centre-droit semble avoir retrouvé une partie des électeurs qui avaient voté pour les candidats démocrates-chrétiens jusqu'en 1988, mais le positionnement ambiguë de Bayrou a nettement affaibli la dynamique du Modem, les électeurs alsaciens de l'UDF ayant très largement choisi de voter Sarkozy ici comme ailleurs dans la région. 
Le candidat aux législatives a sans doute pu conserver une partie de ceux-ci par son ancrage local et sa bonne notoriété, ainsi que son positionnement de centre-droit. La gauche n'a pas progressé dans une circonscription partiellement périurbaine, au contraire ses positions se sont dégradés dans l'ensemble des cantons, la candidate PS ne dépassant pas 10 % le 10 juin. Enfin, le vote FN a considérablement diminué, même s'il reste centré sur Bischwiller et connaît une faiblesse certaine à Brumath.
.

## Historique des élections
| Législature | Début de mandat | Fin de mandat  | Député            | Parti politique | Observations |
| ----------- | --------------- | -------------- | ----------------- | --------------- | --- |
| VIIIe       | 2 avril 1986    | 14 mai 1988    | Aucun             | Aucun           | Proportionnelle par département, pas de député par circonscription. Mandat écourté à la suite d'une dissolution parlementaire décidée par François Mitterrand. |
| IXe         | 23 juin 1988    | 1er avril 1993 | Bernard Schreiner | RPR             | Maire de Brumath |
| Xe          | 2 avril 1993    | 21 avril 1997  | Bernard Schreiner | RPR             | Maire de Brumath Mandat écourté à la suite d'une dissolution parlementaire décidée par Jacques Chirac.                                                         |
| XIe         | 12 juin 1997    | 18 juin 2002   | Bernard Schreiner | RPR             | Maire de Brumath |
| XIIe        | 19 juin 2002    | 19 juin 2007   | Bernard Schreiner | UMP             | Conseiller général de Brumath |
| XIIIe       | 20 juin 2007    | 19 juin 2012   | François Loos     | UMP-PR          | Vice-président du Conseil régional |
| XIIIe       |                 |                | Vacant            | Vacant          | Vice-président du Conseil régional |
| XIVe        | 20 juin 2012    | 20 juin 2017   | Claude Sturni     | DVD             | Maire de Haguenau |
| XVe         | 21 juin 2017    | 21 juin 2022   | Vincent Thiébaut  | LREM            | |

### Élections de 1988
| Candidat       | Candidat              | Parti                      | Premier tour | Premier tour | Second tour | Second tour |  |
| Candidat       | Candidat              | Parti                      | Voix         | %            | Voix        | %           |  |
| -------------- | --------------------- | -------------------------- | ------------ | ------------ | ----------- | ----------- |  |
|                | Bernard Schreiner élu | RPR (URC)                  | 19 240       | 38,85        | 32 848      | 64,75       |  |
|                | Pierre Schott         | Divers gauche (Maj. prés.) | 13 395       | 27,05        | 17 886      | 35,25       |  |
|                | France Daulard        | FN                         | 7 863        | 15,88        |             |             |  |
|                | Alphonse Muller       | UDF (CDS)                  | 7 732        | 15,61        |             |             |  |
|                | Hubert Schwind        | PCF                        | 1 289        | 2,6          |             |             |  |
|                |                       |                            |              |              |             |             |  |
| Inscrits       | Inscrits              | Inscrits                   | 84 488       | 100,00       | 84 483      | 100,00      |  |
| Abstentions    | Abstentions           | Abstentions                | 32 522       | 38,49        | 31 387      | 37,15       |  |
| Votants        | Votants               | Votants                    | 51 966       | 61,51        | 53 096      | 62,85       |  |
| Blancs et nuls | Blancs et nuls        | Blancs et nuls             | 2 447        | 4,71         | 2 362       | 4,45        |  |
| Exprimés       | Exprimés              | Exprimés                   | 49 519       | 95,29        | 50 734      | 95,55       |  |

Le suppléant de Bernard Schreiner était Jean-Paul Wirth, UDF, conseiller régional d'Alsace et conseiller municipal de Haguenau.

### Élections de 1993
|                | Bernard Schreiner sortant réélu | RPR (UPF)          | 30 263 | 54,19  |  |  |  |
|                | Hugues Geiger                   | GÉ (EÉ)            | 9 550  | 17,10  |  |  |  |
|                | Alma Ullmann-Jousselin          | FN                 | 8 549  | 15,31  |  |  |  |
|                | Marcel Schmitt                  | Régionaliste (UPA) | 4 789  | 8,58   |  |  |  |
|                | Roger Colas                     | PCF                | 1 511  | 2,71   |  |  |  |
|                | Robert Romburg                  | MDD                | 1 181  | 2,11   |  |  |  |
|                | Corinne Koch                    | LT-LNÉ             | 0      | 0      |  |  |  |
|                |                                 |                    |        |        |  |  |  |
| Inscrits       | Inscrits                        | Inscrits           | 89 693 | 100,00 |  |  |  |
| Abstentions    | Abstentions                     | Abstentions        | 30 250 | 33,73  |  |  |  |
| Votants        | Votants                         | Votants            | 59 443 | 66,27  |  |  |  |
| Blancs et nuls | Blancs et nuls                  | Blancs et nuls     | 3 600  | 6,06   |  |  |  |
| Exprimés       | Exprimés                        | Exprimés           | 55 843 | 93,94  |  |  |  |

Le suppléant de Bernard Schreiner était Jean-Paul Wirth.

### Élections de 1997
| Candidat       | Candidat                        | Parti                | Premier tour | Premier tour | Second tour | Second tour |  |
| Candidat       | Candidat                        | Parti                | Voix         | %            | Voix        | %           |  |
| -------------- | ------------------------------- | -------------------- | ------------ | ------------ | ----------- | ----------- |  |
|                | Bernard Schreiner sortant réélu | RPR                  | 20 937       | 35,2         | 36 852      | 66,78       |  |
|                | François Schultz                | FN                   | 14 298       | 24,04        | 18 335      | 33,22       |  |
|                | Marie-Christine Riedlin         | PS                   | 9 776        | 16,44        |             |             |  |
|                | Robert Spieler                  | Extrême droite (ADA) | 4 006        | 6,74         |             |             |  |
|                | Robert Rombourg                 | LDI (MPF)            | 1 895        | 3,19         |             |             |  |
|                | Marcel Schmitt                  | Divers               | 1 864        | 3,13         |             |             |  |
|                | Pierre Luchessa                 | LO                   | 1 762        | 2,96         |             |             |  |
|                | André Krauth                    | LT-LNÉ               | 1 400        | 2,35         |             |             |  |
|                | Hervé Bégeot                    | MÉI                  | 1 389        | 2,34         |             |             |  |
|                | Fabien Cnapelynck               | GÉ                   | 1 183        | 1,99         |             |             |  |
|                | Roger Colas                     | PCF                  | 852          | 1,43         |             |             |  |
|                | Jean-Yves Vermont               | Divers droite        | 110          | 0,18         |             |             |  |
|                |                                 |                      |              |              |             |             |  |
| Inscrits       | Inscrits                        | Inscrits             | 92 069       | 100,00       | 92 067      | 100,00      |  |
| Abstentions    | Abstentions                     | Abstentions          | 28 724       | 31,2         | 30 081      | 32,67       |  |
| Votants        | Votants                         | Votants              | 63 345       | 68,8         | 61 986      | 67,33       |  |
| Blancs et nuls | Blancs et nuls                  | Blancs et nuls       | 3 873        | 6,11         | 6 799       | 10,97       |  |
| Exprimés       | Exprimés                        | Exprimés             | 59 472       | 93,89        | 55 187      | 89,03       |  |

Le suppléant de Bernard Schreiner était Jean-Marie Sander, Président de la Chambre régionale d'agriculture, maire d'Ohlungen.

### Élections de 2002
| Candidat       | Candidat                        | Parti            | Premier tour | Premier tour | Second tour | Second tour |  |
| Candidat       | Candidat                        | Parti            | Voix         | %            | Voix        | %           |  |
| -------------- | ------------------------------- | ---------------- | ------------ | ------------ | ----------- | ----------- |  |
|                | Bernard Schreiner sortant réélu | UMP              | 24 042       | 43,58        | 33 194      | 77,38       |  |
|                | Jean-Claude Altherr             | FN               | 7 821        | 14,18        | 9 704       | 22,62       |  |
|                | Claude Kern                     | UDF              | 7 421        | 13,45        |             |             |  |
|                | Leilla Witzmann                 | PS               | 5 067        | 9,19         |             |             |  |
|                | Denis Garcia                    | Divers gauche    | 2 390        | 4,33         |             |             |  |
|                | Isabelle Jensen                 | Les Verts        | 2 101        | 3,81         |             |             |  |
|                | Michèle Leiser                  | MNR              | 1 594        | 2,89         |             |             |  |
|                | Sylvie Freysz                   | Divers           | 1 451        | 2,63         |             |             |  |
|                | Jean-Daniel Gillig              | Pôle républicain | 866          | 1,57         |             |             |  |
|                | Marc Baud-Berthier              | LO               | 584          | 1,06         |             |             |  |
|                | Catherine Bitterlin             | MÉI              | 426          | 0,77         |             |             |  |
|                | Jocelyne Blanchard              | MPF              | 418          | 0,76         |             |             |  |
|                | Murat Gunay                     | PCF              | 368          | 0,67         |             |             |  |
|                | Damien Bresse-Falk              | Divers (UPA)     | 348          | 0,63         |             |             |  |
|                | Gil Neumann                     | Divers           | 148          | 0,27         |             |             |  |
|                | Jean-Benoit Meyer               | Divers           | 120          | 0,22         |             |             |  |
|                |                                 |                  |              |              |             |             |  |
| Inscrits       | Inscrits                        | Inscrits         | 97 767       | 100,00       | 97 787      | 100,00      |  |
| Abstentions    | Abstentions                     | Abstentions      | 41 279       | 42,22        | 51 835      | 53,01       |  |
| Votants        | Votants                         | Votants          | 56 488       | 57,78        | 45 952      | 46,99       |  |
| Blancs et nuls | Blancs et nuls                  | Blancs et nuls   | 1 323        | 2,34         | 3 054       | 6,65        |  |
| Exprimés       | Exprimés                        | Exprimés         | 55 165       | 97,66        | 42 898      | 93,35       |  |

Le suppléant de Bernard Schreiner était Jean-Luc Hirtler, maire de Bischwiller, cadre bancaire. Jean-Luc Hirtler est décédé en 2006.

### Élections de 2007
|                | François Loos élu   | UMP            | 32 011  | 56,55  |  |  |  |
|                | Claude Kern         | UDF–MoDem      | 10 853  | 19,17  |  |  |  |
|                | Leilla Witzmann     | PS             | 4 675   | 8,26   |  |  |  |
|                | Jean-Claude Altherr | FN             | 3 553   | 6,28   |  |  |  |
|                | Robert Lindeckert   | Les Verts      | 1 842   | 3,25   |  |  |  |
|                | Marion Greib        | LCR            | 1 006   | 1,78   |  |  |  |
|                | Christian Weinzorn  | MÉI            | 655     | 1,16   |  |  |  |
|                | Jérôme Feuerstein   | MPF            | 516     | 0,91   |  |  |  |
|                | Christian Fischer   | MNR            | 487     | 0,86   |  |  |  |
|                | Lydia Landeshaupt   | Divers         | 463     | 0,82   |  |  |  |
|                | Georges Dizdarevic  | LO             | 404     | 0,71   |  |  |  |
|                | Benoit Meyer        | Divers         | 138     | 0,24   |  |  |  |
|                |                     |                |         |        |  |  |  |
| Inscrits       | Inscrits            | Inscrits       | 104 442 | 100,00 |  |  |  |
| Abstentions    | Abstentions         | Abstentions    | 46 727  | 44,74  |  |  |  |
| Votants        | Votants             | Votants        | 57 715  | 55,26  |  |  |  |
| Blancs et nuls | Blancs et nuls      | Blancs et nuls | 1 112   | 1,93   |  |  |  |
| Exprimés       | Exprimés            | Exprimés       | 56 603  | 98,07  |  |  |  |

### Élections de 2012
| Candidat       | Candidat            | Parti          | Premier tour | Premier tour | Second tour | Second tour |  |
| Candidat       | Candidat            | Parti          | Voix         | %            | Voix        | %           |  |
| -------------- | ------------------- | -------------- | ------------ | ------------ | ----------- | ----------- |  |
|                | Claude Sturni élu   | Divers droite  | 14 042       | 29,86        | 21 506      | 60,57       |  |
|                | Nicole Thomas       | UMP            | 11 906       | 25,32        | 14 002      | 39,43       |  |
|                | Clarisse Chabod     | PS (EÉLV)      | 9 196        | 19,56        |             |             |  |
|                | Jean-Claude Altherr | RBM (FN)       | 8 437        | 17,94        |             |             |  |
|                | Françoise Werckmann | MÉI            | 1 211        | 2,58         |             |             |  |
|                | Jean-Marc Claus     | FG (PCF)       | 888          | 1,89         |             |             |  |
|                | François Ludwig     | Pirate         | 467          | 0,99         |             |             |  |
|                | Arnaud Markert      | PCD            | 447          | 0,95         |             |             |  |
|                | Jean-Michel Delaye  | POI            | 229          | 0,49         |             |             |  |
|                | Georges Dizdarevic  | LO             | 124          | 0,26         |             |             |  |
|                | Mounir Diari        | Sans étiquette | 75           | 0,16         |             |             |  |
|                |                     |                |              |              |             |             |  |
| Inscrits       | Inscrits            | Inscrits       | 88 326       | 100,00       | 88 325      | 100,00      |  |
| Abstentions    | Abstentions         | Abstentions    | 40 613       | 45,98        | 49 616      | 56,17       |  |
| Votants        | Votants             | Votants        | 47 713       | 54,02        | 38 709      | 43,83       |  |
| Blancs et nuls | Blancs et nuls      | Blancs et nuls | 691          | 1,45         | 3 201       | 8,27        |  |
| Exprimés       | Exprimés            | Exprimés       | 47 022       | 98,55        | 35 508      | 91,73       |  |

La candidature de Benoit Meyer (SE) a été déclarée irrecevable par le Tribunal administratif de Strasbourg par jugement du 21 mai 2012.
Claude Sturni siégeait au groupe Les Républicains.

### Élections de 2017
|                                                                          | |                           |                           |                          |                          |
|                                                                          | | Premier tour 11 juin 2017 | Premier tour 11 juin 2017 | Second tour 18 juin 2017 | Second tour 18 juin 2017 |
|                                                                          | |                           |                           |                          |                          |
|                                                                          | | Nombre                    | % des inscrits            | Nombre                   | % des inscrits           |
| Inscrits                                                                 | Inscrits | 92 695                    | 100,00                    | 92 729                   | 100,00                   |
| Abstentions                                                              | Abstentions | 50 994                    | 55,01                     | 56 632                   | 61,07                    |
| Votants                                                                  | Votants | 41 701                    | 44,99                     | 36 097                   | 38,93                    |
|                                                                          | |                           | % des votants             |                          | % des votants            |
| Bulletins blancs                                                         | Bulletins blancs | 507                       | 1,22                      | 1 663                    | 4,61                     |
| Bulletins nuls                                                           | Bulletins nuls | 215                       | 0,52                      | 712                      | 1,97                     |
| Suffrages exprimés                                                       | Suffrages exprimés | 40 979                    | 98,27                     | 33 722                   | 93,42                    |
|                                                                          | |                           |                           |                          |                          |
| Candidat Étiquette politique (partis et alliances)                       | Candidat Étiquette politique (partis et alliances)                                                                     | Voix                      | % des exprimés            | Voix                     | % des exprimés           |
|                                                                          | |                           |                           |                          |                          |
|                                                                          | Vincent Thiébaut La République en marche                                                                               | 14 745                    | 35,98                     | 17 210                   | 51,03                    |
|                                                                          | Étienne Wolf Les Républicains                                                                                          | 9 527                     | 23,25                     | 16 512                   | 48,97                    |
|                                                                          | Laurent Gnaedig Front national                                                                                         | 5 679                     | 13,86                     |                          |                          |
|                                                                          | Jean-Luc Leber Régionaliste (Unser Land)                                                                               | 3 030                     | 7,39                      |                          |                          |
|                                                                          | Leilla Witzmann La France insoumise                                                                                    | 2 435                     | 5,94                      |                          |                          |
|                                                                          | Vanessa Wagner Union des démocrates et indépendants                                                                    | 1 765                     | 4,31                      |                          |                          |
|                                                                          | Françoise Werckmann Écologiste (Mouvement écologiste indépendant - Confédération pour l'homme, l'animal et la planète) | 1 099                     | 2,68                      |                          |                          |
|                                                                          | Guillaume Bosshardt Debout la France                                                                                   | 708                       | 1,73                      |                          |                          |
|                                                                          | Hamid Filali Parti socialiste                                                                                          | 556                       | 1,36                      |                          |                          |
|                                                                          | Emmanuelle Lang Extrême droite (Union des Patriotes)                                                                   | 361                       | 0,88                      |                          |                          |
|                                                                          | Jean-Marc Claus Parti communiste français                                                                              | 226                       | 0,55                      |                          |                          |
|                                                                          | Tezcan Can Divers (Parti égalité et justice)                                                                           | 209                       | 0,51                      |                          |                          |
|                                                                          | Emmanuel Goepp Divers (Union populaire républicaine)                                                                   | 196                       | 0,48                      |                          |                          |
|                                                                          | Annelyse Jacquel Lutte ouvrière                                                                                        | 167                       | 0,41                      |                          |                          |
|                                                                          | David Poilevey Divers (Parti du vote blanc)                                                                            | 158                       | 0,39                      |                          |                          |
|                                                                          | Jean-Michel Delaye Extrême gauche (Parti ouvrier indépendant démocratique)                                             | 118                       | 0,29                      |                          |                          |
| Source : Ministère de l'Intérieur - Neuvième circonscription du Bas-Rhin | |                           |                           |                          |                          |

### Élections de 2022
Les élections législatives françaises de 2022 se déroulent les dimanches 12 et 19 juin 2022.
| Résultats des élections législatives des 12 et 19 juin 2022 de la 9e circonscription du Bas-Rhin |                          |                          |                          |              |              |             |             |
| Candidat                                                                                         | Candidat                 | Parti et coalition       | Nuance                   | Premier tour | Premier tour | Second tour | Second tour |
| Candidat                                                                                         | Candidat                 | Parti et coalition       | Nuance                   | Voix         | %            | Voix        | %           |
|                                                                                                  | Vincent Thiébaut         | LREM (ENS)               | ENS                      | 11 748       | 28,52        | 22 108      | 59,79       |
|                                                                                                  | Laurent Gnaedig          | RN                       | RN                       | 9 043        | 21,96        | 14 868      | 40,21       |
|                                                                                                  | Denis Riedinger          | UDI (UDC)                | UDI                      | 8 695        | 21,11        |             |             |
|                                                                                                  | Leilla Witzmann          | LFI (NUPES)              | NUP                      | 6 030        | 14,64        |             |             |
|                                                                                                  | Maurice Gluck            | UL                       | REG                      | 2 720        | 6,60         |             |             |
|                                                                                                  | Stéphanie Altherr        | REC                      | REC                      | 1 673        | 4,06         |             |             |
|                                                                                                  | Lenny Steinmetz          | AE                       | DIV                      | 512          | 1,24         |             |             |
|                                                                                                  | Solange Deschamps        | LP (UPF)                 | DSV                      | 445          | 1,08         |             |             |
|                                                                                                  | Yann Lucas               | LO                       | DXG                      | 319          | 0,77         |             |             |
| Votes valides                                                                                    | Votes valides            | Votes valides            | Votes valides            | 41 185       | 98,42        | 36 976      | 94,73       |
| Votes blancs                                                                                     | Votes blancs             | Votes blancs             | Votes blancs             | 462          | 1,10         | 1 514       | 3,88        |
| Votes nuls                                                                                       | Votes nuls               | Votes nuls               | Votes nuls               | 199          | 0,48         | 543         | 1,39        |
| Total                                                                                            | Total                    | Total                    | Total                    | 41 846       | 100          | 39 033      | 100         |
| Abstention                                                                                       | Abstention               | Abstention               | Abstention               | 53 635       | 56,17        | 56 477      | 59,13       |
| Inscrits / participation                                                                         | Inscrits / participation | Inscrits / participation | Inscrits / participation | 95 481       | 43,83        | 95 510      | 40,87       |

### Élections de 2024
| Candidat                 | Candidat                 | Parti et coalition       | Nuances                  | Premier tour | Premier tour | Second tour | Second tour |
| Candidat                 | Candidat                 | Parti et coalition       | Nuances                  | Voix         | %            | Voix        | %           |
| ------------------------ | ------------------------ | ------------------------ | ------------------------ | ------------ | ------------ | ----------- | ----------- |
|                          | Marc Wolff               | RN                       | RN                       | 25 199       | 40,47        | 28 930      | 45,94       |
|                          | Vincent Thiébaut         | HOR (ENS)                | ENS                      | 18 206       | 29,24        | 34 046      | 54,06       |
|                          | Olivier Terrien          | PS (NFP)                 | UG                       | 9 680        | 15,55        |             |             |
|                          | Philippe Pfrimmer        | DVD                      | DVD                      | 5 512        | 8,85         |             |             |
|                          | Maurice Gluck            | UL (R&PS)                | REG                      | 2 583        | 4,15         |             |             |
|                          | Robin Gerolt             | REC                      | REC                      | 678          | 1,09         |             |             |
|                          | Yann Lucas               | LO                       | EXG                      | 406          | 0,65         |             |             |
|                          |                          |                          |                          |              |              |             |             |
| Votes valides            | Votes valides            | Votes valides            | Votes valides            | 62 264       | 98,16        | 62 976      | 96,62       |
| Votes blancs             | Votes blancs             | Votes blancs             | Votes blancs             | 804          | 1,27         | 1677        | 2,57        |
| Votes nuls               | Votes nuls               | Votes nuls               | Votes nuls               | 360          | 0,57         | 523         | 0,80        |
| Total                    | Total                    | Total                    | Total                    | 63 428       | 100          | 65 176      | 100         |
| Abstention               | Abstention               | Abstention               | Abstention               | 32 788       | 34,08        | 31 102      | 32,30       |
| Inscrits / participation | Inscrits / participation | Inscrits / participation | Inscrits / participation | 96 216       | 65,92        | 96 278      | 67,70       |